# Kölner Haie
De Kölner Haie is een professioneel ijshockeyteam gevestigd in Keulen, Duitsland. De club is opgericht in 1972, nadat het zich afgesplitst had van Kölner Eis-Klub, en speelt in de Deutsche Eishockey Liga (DEL), het hoogste niveau in het professionele Duitse ijshockey. De Kölner Haie zijn tevens een van de oprichters van deze competitie sinds de start in 1994. De Haie spelen sinds 1973 in de hoogste Duitse ijshockeycompetities en werden in totaal acht keer nationaal kampioen.
De Kölner Haie spelen hun thuiswedstrijden in de DEL en de Duitse beker (DEB-Pokal) in de in 1998 geopende Lanxess Arena in de Keulse wijk Deutz. Met plaats voor 18.500 toeschouwers is de Lanxess Arena een van de grootste multifunctionele arena's in Europa, en de Kölner Haie hebben de op een na hoogste gemiddelde toeschouwersaantal in het Europese ijshockey (na het Zwitserse team SC Bern). Er bestaat een sterke lokale rivaliteit tussen de Kölner Haie en de Düsseldorfer EG van het naburige Düsseldorf. 

## Historie

### 1972 - 1976: Oprichting en beginjaren
In de zomer van 1972 scheidde de ijshockeyafdeling van de Kölner EK, die sinds 1936 in verschillende lagere divisies speelde, zich af van de moederclub. De leden waren van mening dat ze als zelfstandige club succesvoller ijshockey konden spelen, omdat er meer keuzevrijheid en betere financiële mogelijkheden waren. Op 10 augustus 1972 werd de onafhankelijkheid van de ijshockeyafdeling beslist en werd Peter Rentergent aangesteld als voorzitter. Omdat de Kölner Eishockey Klub (KEC) aanvankelijk als een onafhankelijke afdeling aan de oude club verbonden bleef - aanvankelijk heette de ijshockeyafdeling Kölner EC in Kölner EK - mocht het team direct starten in de Oberliga. De KEK was namelijk een lid van de Duitse ijshockey federatie (Deutschen Eishockey-Bund) en had dus het recht om in deze divisie te starten.
De nieuwe club zou oorspronkelijk Kölner EC heten, maar dit werd door de bond niet toegelaten vanwege de gelijkenis met Kölner EK. Daarom werd later de toevoeging "Die Haie" aan de clubnaam toegevoegd. De haai was ook afgebeeld in het eerste logo ontworpen door de toenmalige doelman en kunstenaar Dieter Horký. Tegenwoordig is de haai het onmiskenbare kenmerk van de club en maakt deze officieel deel uit van de naam sinds 1995.
In hun allereerste seizoen in 1972-73 in de Oberliga wisten de Haie te promoveren naar de Eishockey-Bundesliga. Het team, dat bestond uit sterke West-Duitse spelers, overklaste de tegenstanders in de Oberliga soms met dubbele cijfers. In haar eerste jaar in de Bundesliga waren er altijd problemen in en rond het team. Niet alleen waren verschillende belangrijke spelers lang geblesseerd, maar ze raakten ook de algemeen directeur (en tevens speler) Günter Peters kwijt toen die vluchtte uit Keulen na financiële problemen met zijn bandenhandel. Desalniettemin wisten ze uiteindelijk nipt in de hoogste divisie te blijven.
De problemen binnen de club hielden aan in het seizoen 1975-76. Nadat er intern een ruzie was ontstaan over vermeende betalingen aan de speler, die officieel nog als amateur werden beschouwd, trad clubpresident Rentergent begin 1976 af. Door de slechte prestaties en de onrust in de club - midden in het seizoen werd ook coach Bendík ontslagen wegens aanhoudend gebrek aan succes - liep het aantal kijkers sterk terug, wat leidde tot een financieel tekort aan het einde van het seizoen.

### 1976 - 1983: Eerste succes ondanks geldzorgen
Ondanks de aanhoudende geldproblemen trokken de Haie de aandacht van het publiek dankzij verschillende, grote transfers. De spectaculairste aankoop was de overname van Erich Kühnhackl van EV Landshut voor de toenmalige recordtransfersom van ruim 600.000 Duitse mark. Net toen de Kölner Haie zich met de aanwinsten hadden gevestigd in de top van competitie, bleek dat er meer dan twee miljoen Duitse mark aan achterstallige belastingen en schulden waren verborgen. 
De club kon het faillissement alleen afwenden en actief blijven in de Bundesliga door onmiddellijk consolidatiemaatregelen te nemen. Door dit te doen lukte het de Haie om het seizoen uit te kunnen spelen, en slaagden ze er zelfs in om hun eerste kampioenschap te winnen in maart 1977 toen ze de voormalige seriekampioenen uit Berlijn en hun Rijnlandse rivalen uit Düsseldorf en Krefeld versloegen in de nieuw geïntroduceerde kampioensronde.
Nadat het in het daaropvolgende seizoen niet gelukt was om de titel met succes te verdedigen, werden er opnieuw veel nieuwe spelers aangetrokken. Onder meer Miroslav Sikora kwam naar Keulen, die de daaropvolgende 20 jaar zowel als speler en als trainer aan de Haie verbonden bleef. Gerhard Kießling, de kampioenscoach uit 1977, keerde ook terug naar de Haie nadat hij verrassend genoeg onmiddellijk na het eerste kampioenschap was ontslagen. Met de ombouw van het team wisten de Haie in het seizoen 1978-79 hun tweede titel binnen te halen.
De volgende seizoenen werden gekenmerkt door sportief teleurstellende resultaten en de financiële consolidatie van de club. In het seizoen 1980-81 bereikten de Haie de play-off kwalificatie, maar het team was betrokken bij een schandaal van paspoortvervalsing (dat gebruikt werd om Canadezen of Amerikanen zonder Duits staatsburgerschap als Duitse spelers in te schrijven) en werd als straf teruggezet naar de degradatieronde. Ondanks alle perikelen naast het speelveld hadden de Kölner Haie tegen 1983 een sterk blok gevormd met een mix van jonge, getalenteerde nieuwkomers en ervaren spelers.

### 1983 - 1988: Vier landstitels in vijf jaar
Met Jozef Golonka werd aan het begin van het seizoen 1983-84 een ervaren coach aangetrokken, die het team naar de finale van de playoff-ronde leidde. Hier kwamen ze EV Landshut tegen, die ze met 5-0 in de vijfde en beslissende wedstrijd versloegen en daarmee voor de derde keer Duits landskampioen werden.
Door tal van blessures moesten de Haie het jaar erop genoegen nemen met de derde plaats. Het seizoen 1985/86, het eerste seizoen waarin voormalig Haie-speler Hardy Nilsson als trainer was aangesteld, was een van de meest succesvolle in de geschiedenis van de club. Vanaf het begin domineerde het team de competitie en ging als koploper de play-offs in. Ze verloren daar slechts één wedstrijd en wonnen de finalereeks tegen Düsseldorfer EG (DEG) met 3-0. Eerder dat seizoen waren ze ook al verliezend finalist in de Europa Cup. Maar tijdens het succesvolle seizoen was er ook een trieste gebeurtenis dat voor opschudding zorgde bij de Haie. De 19-jarige Ralf Philipp, neef van oud-KEC-spits Rainer Philipp en jong talent in het team, stierf bij een auto-ongeluk. Sindsdien speelt er niemand meer bij de club met het rugnummer 8, dat het aanstormende talent "geërfd" had van zijn oom.
In het seizoen 1986-87 werden de Haie het eerste team (sinds de introductie van de play-offs) dat hun titel met succes verdedigde in twee opeenvolgende seizoenen. In de play-offs, die ze als tweede ingingen, verloren de Haie geen wedstrijd en versloeg Schwenningen, DEG en Mannheim elk in drie wedstrijden. Een jaar later maakten de Haie de titel-hattrick perfect toen ze de vijfde cruciale wedstrijd met 4-1 wonnen in de finale van de play-offs tegen Rosenheim. Aan het begin van de play-offs vestigde de KEC een record dat tot op de dag van vandaag niet is geëvenaard: inclusief de drie overwinningen tegen Frankfurt en Mannheim won het team 20 play-off-wedstrijden op rij.

### 1988 - 1994: Rivaliteit aan de Rijn
Na de drie opeenvolgende titels werden de Haie als favorieten gezien in het seizoen 1988-89, maar de club moest in de halve finales van de play-offs het onderspit delven tegen streekgenoot en de nieuwe schaduwfavoriet Düsseldorfer EG. Ook in het seizoen 1989-90 leek het weer uit te lopen op een duel tussen de beide Rijnlandse rivalen, nadat de Haie als tweede eindigden in de reguliere competitie achter de DEG. Tot een ontmoeting in de play-off finale kwam het dat jaar niet, omdat de Haie in de halve finales verloren van Rosenheim.
Ook in twee volgende seizoenen liep het voor de Haie niet zoals men gewend was. In 1990-91 kampte het team met veel blessures, maar ze wisten zich toch te kwalificeren voor de play-offs. Daar zorgde het team, door overwinningen tegen Hedos München en BSC Preussen, eindelijk voor de langverwachte finale tegen Düsseldorfer EG. Nadat de Haie een 0-2 achterstand in de finalewedstrijden hadden rechtgetrokken tot 2-2, werd de club uit Keulen toch verslagen in de beslissende vijfde wedstrijd en won de rivaal haar tweede opeenvolgende landstitel. In de daaropvolgende jaren waren er opnieuw interne problemen binnen de ijshockeyclub en bleef het spel op het ijs ondermaats.

### 1994 - 2001: Nieuwe competitie, nieuw stadion
Na de oprichting van de Deutsche Eishockey Liga (DEL), waarin voor het eerst verenigingen zich ook als GmbH konden verenigen, werd de term "Haie" officieel toegevoegd aan de clubnaam. Door uitgebreide consolidatiemaatregelen en verschillende inzamelacties van fans slaagde de club erin om enkele grote spelers naar Keulen te krijgen. Na een relatief teleurstellende kwalificatieronde, waarin de Haie op de zesde plaats eindigde, steeg het team in de play-offs boven zichzelf uit en wist zowel Kaufbeurer Adler, Mannheim en  BSC Preussen uit te schakelen. In de finale wisten ze in vijf wedstrijden ook van EV Landshut te winnen en werd de club de eerste DEL-kampioen.
In het seizoen 1995-96 bereikte de vereniging opnieuw de play-off finale waar rivaal Düsseldorfer EG wachtte. Ondanks een overwinning in de eerste wedstrijd, verloor KEC de overige wedstrijd en moest genoegen nemen met ht vice-kampioenschap. In dat jaar behaalde de Haie ook de finale van de Europacup, maar ook daar verloor het van het Finse Jokerit Helsinki.  
In 1996 werd het team sterk veranderd door het Bosman-arrest, maar de Haie wisten dat seizoen zowel nationaal als internationaal geen potten te breken. Ook de volgende seizoenen, met een verhuizing van de club in oktober 1998 naar de net voltooide Lanxess Arena (tot 2008 "Kölnarena"), waren er veel problemen bij de KEC en werd de club steeds in het begin van de play-offs uitgeschakeld. Rond de eeuwwisseling had het team opnieuw een sterk team opgebouwd, maar vertaalde dit zich niet in resultaten op het ijs.

### 2001 - 2006: Nieuwe successen
Net als in de jaren ervoor maakten de Haie ook in het seizoen 2001-02 een zwakke indruk in de reguliere competitie. Uitgerekend in het jaar van het 30-jarig verenigingsjubileum werd pas één wedstrijd voor het einde de play-offs gehaald. Vanaf dat moment begonnen de Haie aan het overwinningsreeks en troffen ze Adler Mannheim in de finale. Na vier wedstrijden en een gelijke stand, wisten de Kölner Haie de beslissende vijfde wedstrijd naar zich toe te trekken en hun jubileumjaar extra glans te geven met hun achtste landstitel. Als regerend kampioen speelden de Haie onder hun nieuwe trainer Hans Zach ook in het seizoen 2002-03 overtuigend ijshockey, maar moesten ze dat jaar in de play-off finale hun meerdere erkennen in Krefeld Pinguine. Het seizoen eindigde met nog een domper, nadat ook de finale van de nieuwe Deutscher Eishockey-Pokal werd verloren tegen Adler Mannheim.
Het was duidelijk dat de Kölner Haie ook in 2003-04 weer als grote favoriet begonnen aan het seizoen, maar het team kon de hoge verwachtingen niet inlossen en kon enkel een klein succes boeken door dat seizoen wel de nationale beker te winnen. Ondanks de tegenvallende resultaten behaalde de Haie dat seizoen een verenigingsrecord met 6.500 verkochte seizoenskaarten. Ook in 2004-05 kampte het team met veel blessures en werd de tegenstand versterkt door de NHL-lockout. 
In het seizoen 2005-06 kwam het na tien jaar eindelijk weer tot een derby tegen de DEG in de play-offs. Nadat de Haie op plaats 5 geëindigd waren in de competitie en in de kwartfinale de Nürnberg Ice Tigers werden verslagen, volgde de halve finales tegen de DEG. Het kwam aan op een beslissende, vijfde wedstrijd, waarin de Haie met 3-5 ten onder gingen.

### 2006 - heden: Van topper naar middenmoot
Sinds 2006 behaalde de Kölner Haie vaker wel dan niet de play-offs, maar tot echte successen kwam het niet meer. Inmiddels zijn er andere grootmachten in het Duitse ijshockey opgestaan (zoals EHC Red Bull München en Eisbären Berlin), waardoor de Haie moeite hebben om grote succesen te boeken. Driemaal (2008, 2013 en 2014) wisten ze wel nog de play-off finale te halen, maar ze verloren elk van deze finales. 
Door een slechte boekhouding raakten de Haie in 2010 opnieuw in financiële problemen, nadat de grootste aandeelhouder Heinz Hermann Göttsch was opgestapt. In de 17 jaar dat hij aan het roer stond had hij 30 miljoen euro in de vereniging gepompt. Vrijwel dagelijks waren er geruchten in de pers over een aanstaande "weg naar de rechtbank" voor de Haie of mislukte onderhandelingen met potentiële nieuwe sponsors. Nadat de eigenaar van de Lanxess Arena de Keulse club tegemoet was gekomen met een nieuw huurcontract, kon voorzitter Thomas Eichin op 31 mei 2010 bekendmaken dat men de benodigde vergunningaanvraag tijdig bij de DEL heeft ingediend. Er was echter wel nog een gat in de begroting van ongeveer een miljoen euro, wat gedicht moest worden binnen de vijfdaagse verlenging die door de DEL was verleend. Op 8 juni 2010 kwam eindelijk de bekendmaking: "Zukunft der Haie gesichert!" Het management van de club was erin geslaagd om een groep particuliere investeerders binnen te halen en de voortgang van de club in de DEL zeker te stellen.
In de recente jaren (sinds 2020) lukt het de Haie niet meer om de play-offs van het Duits kampioenschap te behalen. In 2023 viert de club haar vijftigjarig bestaan in de hoogste Duitse divisie.

## Stadion

### Eis- und Schwimmstadion Köln

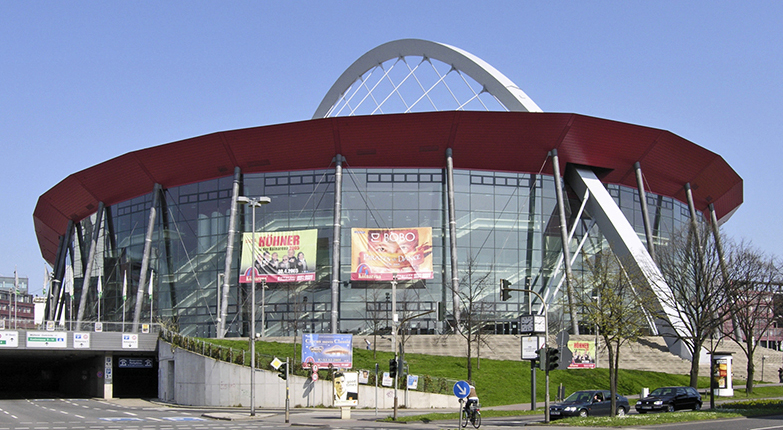
De Lanxess Arena in Keulen

Het ijs- en zwemstadion in Keulen, dat vanwege de ligging aan de Lentstrasse ook wel bekend stond als de Eisstadion an der Lentstraße, was al sinds de tijden als Kölner EK de thuishaven van de ijshockeyafdeling. Het stadion werd gebouwd in 1936 en was in 1955 gastheer van het wereldkampioenschap ijshockey. Hoewel het stadion sinds de bouw een paar keer is gerestaureerd (meest recentelijk in 1975) en het met 7.200 zitplaatsen een van de grotere stadions in de DEL was, werd er in Keulen gesproken over de bouw van een nieuw stadion.
In maart 2007 werd de ijsbaan wegens acuut instortingsgevaar gesloten en in de zomer van 2008 werd begonnen met de sloop van het gebouw. Op de plek werd een nieuwe combinatie van ijs- en zwemstadion gebouwd, het Keulse Lentpark.

### Lanxess Arena
Sinds het seizoen 1998-99 spelen de Kölner Haie hun wedstrijden in de Lanxess Arena (voorheen bekend als Kölnarena), een multifunctionele zaal met 18.500 zitplaatsen in het district Deutz op de rechteroever van de Rijn. In 2000 werd in de buurt van de Kölnarena een modern ijshockey-trainingscentrum gebouwd, waar het profteam van Haie traint en waar de junior- en amateurteams kunnen trainen en hun wedstrijden spelen. Deze hal is ook de trainings- en wedstrijdlocatie voor het damesijshockeyteam van Keulen, de Cologne Brownies.
In 2000 brak de club het vorige Europese record door hun stadion uit te verkopen en 18.500 toeschouwers hun thuiswedstrijd te laten bezoeken. Door de grote capaciteit van het stadion zijn de Haie uitgegroeid tot het team met het grootste aantal toeschouwers in de DEL. In een Europa-brede vergelijking van toeschouwersaantallen in het seizoen 2005-06 stonden de Haie op de tweede plaats achter SC Bern, en wisten de Haie gemiddeld 12.453 bezoekers per wedstrijd te trekken. De Haie vierden hun grootste overwinning in de arena tot nu toe in het seizoen 2006-07, toen ze de toenmalige competitieleider ERC Ingolstadt met 10-0 versloegen.

## Prijzen

### Nationaal
Deutsche Eishockey Liga
- Winnaar: 1995, 2002
- Runner-up: 1996, 2000, 2003, 2008, 2013, 2014

Deutscher Eishockey-Pokal
- Winnaar: 2004
- Runner-up: 2003

#### Eishockey-Bundesliga
- Winnaar: 1977, 1979, 1984, 1986, 1987, 1988
- Runner-up: 1991, 1993

### Internationaal
Europa Cup
- Runner-up: 1985, 1996
- 3e plaats: 1989

### Voorseizoen
Spengler Cup
- Winnaar: 1999

Tatra Cup
- Winnaar: 2011

## Spelers

### Huidige selectie
Bijgewerkt tot 16 maart 2023
| No. | Nat                       | Speler              | Pos | S/G | Leeftijd | Geboorteplaats                        |
| --- | ------------------------- | ------------------- | --- | --- | -------- | ------------------------------------- |
| 15  | Vlag van Canada           | Louis-Marc Aubry    | C   | L   | 31       | Trois-Rivières, Quebec, Canada        |
| 57  | Vlag van Canada           | Brady Austin        | D   | L   | 29       | Bobcaygeon, Ontario, Canada           |
| 7   | Vlag van Verenigde Staten | Nick Bailen         | D   | R   | 33       | Fredonia, New York, Verenigde Staten  |
| 13  | Vlag van Canada           | Nicholas Baptiste   | RW  | R   | 27       | Ottawa, Ontario, Canada               |
| 16  | Vlag van Canada           | Jason Bast          | C   | L   | 33       | Regina, Saskatchewan, Canada          |
| 40  | Vlag van Duitsland        | Julian Chrobot      | F   | L   | 22       | Augsburg, Duitsland                   |
| 67  | Vlag van Tsjechië         | Stanislav Dietz     | D   | L   | 32       | Pisek, Tsjechië                       |
| 37  | Vlag van Verenigde Staten | Jack Dougherty      | D   | R   | 26       | St. Paul, Minnesota, Verenigde Staten |
| 39  | Vlag van Canada           | Landon Ferraro      | C   | R   | 31       | Trail, British Columbia, Canada       |
| 22  | Vlag van Duitsland        | Maximilian Glötzl   | D   | L   | 21       | Schongau, Duitsland                   |
| 65  | Vlag van Duitsland        | Leo Hafenrichter    | D   | R   | 18       | Neurenberg, Duitsland                 |
| 9   | Vlag van Duitsland        | Maximilian Kammerer | C   | L   | 26       | Düsseldorf, Duitsland                 |
| 10  | Vlag van Canada           | Jon Matsumoto       | C   | L   | 36       | Ottawa, Ontario, Canada               |
| 26  | Vlag van Canada           | David McIntyre      | C   | L   | 36       | Oakville, Ontario, Canada             |
| 91  | Vlag van Duitsland        | Moritz Müller (C)   | D   | L   | 36       | Frankfurt, Duitsland                  |
| 50  | Vlag van Duitsland        | Alexander Oblinger  | RW  | R   | 34       | Augsburg, Duitsland                   |
| 21  | Vlag van Canada           | Mark Olver          | C   | L   | 35       | Burnaby, British Columbia, Canada     |
| 30  | Vlag van Duitsland        | Mirko Pantkowski    | G   | L   | 24       | Kassel, Duitsland                     |
| 55  | Vlag van Canada           | Carter Proft        | C   | L   | 28       | Spruce Grove, Alberta, Canada         |
| 44  | Vlag van Duitsland        | Alex Roach          | D   | L   | 30       | Schongau, Duitsland                   |
| 17  | Vlag van Duitsland        | Jan Luca Sennhenn   | D   | L   | 22       | Kassel, Duitsland                     |
| 74  | Vlag van Rusland          | Oleg Shilin         | G   | L   | 31       | Omsk, Rusland                         |
| 24  | Vlag van Canada           | Zach Sill           | C   | L   | 34       | Truro, Nova Scotia, Canada            |
| 18  | Vlag van Canada           | Ryan Stanton        | D   | L   | 33       | St. Albert, Alberta, Canada           |
| 43  | Vlag van Duitsland        | Pascal Steck        | F   | L   | 19       | Landshut, Duitsland                   |
| 36  | Vlag van Zweden           | Andreas Thuresson   | LW  | R   | 35       | Kristianstad, Zweden                  |
| 42  | Vlag van Duitsland        | Luis Üffing         | F   | L   | 22       | Peißenberg, Duitsland                 |
| 5   | Vlag van Duitsland        | Robin Van Calster   | C   | L   | 20       | Bonheiden, België                     |

### Geëerde oud-spelers
Acht shirtnummers worden niet langer meer gebruikt door de Kölner Haie.
- #1 Josef Heiss –  Speler van de Kölner Haie tussen 1988 en 2001.
- #4 Udo Kießling –  Speler van de Kölner Haie en lid van de International Ice Hockey Federation Hall of Fame.
- #6 Jörg Mayr –  Speler van de Kölner Haie gedurende zijn gehele carrière (1989 - 2002).
- #8 Rainer en Ralph Philipp –  Spelers van de Kölner Haie; shirtnummer niet meer gebruikt sinds overlijden van Ralph Philip.
- #11 Miroslav Sikora –  Speler en coach van de Kölner Haie gedurende 16 jaar.
- #12 Mirko Lüdemann –  Speler van de Kölner Haie tussen 1993 en 2016.
- #14 Detlef Langemann –  Speler en aanvoerder van het eerste kampioensteam in 1977.
- #80 Robert Müller –  Speler van de Kölner Haie; shirtnummer niet meer gebruikt sinds overlijden op 21 mei 2009.